# Будько (род)
Будько (бел. Будзько) — древний белорусский шляхетский род. Получил родовой герб «Paparona» в середине XVI века. Предположительно берёт своё начало на землях среднего Понеманья (Западная Белоруссия).

## История рода
В результате интриг Иосиф Будько в 1533 году был выслан из Великого княжества Литовского. Поселился в Тюрингии. Род смог вернуться на родину только спустя 163 года. По возвращении один из потомков Иосифа Будько, Вацлав, поступил на службу к королю Речи Посполитой Августу II. Участвовал в Северной войне.
После разделов Речи Посполитой род не присягнул на верность Екатерине II, за что царские власти конфисковали всю их недвижимость.
Представители рода Будько участвовали в восстании 1830—1831 гг., после чего лишились дворянского титула и были приравнены к разночинцам.